# The Mammoth Book of Best New Horror 17
The Mammoth Book of Best New Horror 17 är den sjuttonde volymen i antologiserien med samma namn. Den publicerades 2006 på det brittiska bokförlaget Robinson och i USA på Carroll & Graf.
Vissa av novellerna har prisbelönats; se nedan.

## Innehåll
- "Introduction: Horror in 2005" av Stephen Jones
- "The Decorations" av Ramsey Campbell
- "Black and Green and Gold" av David Herter
- "I Live with You and You Don't Know It" av Carol Emshwiller
- "The Cubist's Attorney" av Peter Atkins
- "All Fish and Dracula" av Liz Williams
- "The Ball Room" av Emma Bircham, China Miéville och Max Schaefer
- "Gulls" av Tim Pratt
- "Pinkie" av Elizabeth Massie
- "Glypotech" av Mark Samuels
- "One of the Hungry Ones" av Holly Phillips
- "If I Should Wake Before I Die" av Brian Hodge
- "The Other Family" av Roberta Lannes
- "The Outermost Borough" av Gahan Wilson
- "American Morons" av Glen Hirshberg
- "Where Angels Come In" av Adam Nevill
- "Sickhouse Hospitality" av Terry Lamsley
- "Best New Horror" av Joe Hill (Bram Stoker Award 2005[1], British Fantasy Award 2006)[2]
- "La Peau Verte" av Caitlín R. Kiernan (International Horror Guild Award 2005)[3]
- "Time Was" av David Morrell
- "Haeckel's Tale" av Clive Barker
- "The Taint" av Brian Lumley
- "The Winner" av Ramsey Campbell
- "Necrology: 2005" av Stephen Jones och Kim Newman